# 神保吉寿
神保 吉寿（じんぼ よしひさ、1970年6月17日 - ）は、日本の実業家。株式会社チェンジホールディングス創業者。

## 人物・来歴
岡山県倉敷市生まれ。愛媛県松山市など中国・四国地方各地を転々としたのち、中学校2年から新潟に移り、新潟県立新潟高等学校を経て、1994年岡山大学法学部卒業、アンダーセンコンサルティング（現アクセンチュア）入社。システム開発やコンサルティングに従事したのち、インターネット・バブル期の勢いで1999年に退社し、アンダーセンコンサルティングの先輩が設立してホームページ事業を手掛けていたジェイワールドに入社。2001年京都で独立し、神保コンサルティングオフィス設立、代表。2003年アクセンチュア出身の福留大士、伊藤彰、金田憲治、石原徹哉の参画を得て、中小企業支援法に基づきチェンジを設立、代表取締役CEO。外資系コンサルティング会社の下請けから始め、IoTソリューション事業及び研修事業を進め拡大させた。2015年チェンジ代表取締役兼執行役員会長。2023年代表取締役及び執行役員を退任し、チェンジホールディングス会長兼ファウンダー。